# Will Campbell
Will Campbell (* 6. Januar 2004 in Monroe, Louisiana) ist ein US-amerikanischer American-Football-Spieler auf der Position des Offensive Tackles. Er spielte College Football für die LSU Tigers und wurde im NFL Draft 2025 in der ersten Runde als Gesamtvierter von den New England Patriots ausgewählt.

## Frühes Leben
Will Campbell wuchs in einer footballbegeisterten Familie in Monroe (Louisiana) als Sohn von Brian und Holly Campell auf und besuchte dort die Neville High School, die schon seine Mutter besucht hatte. Der Vater spielte College Football für die Texas A&M University, der Bruder Chancellor Campbell spielte als Edge Rusher für das Footballteam der Ole Miss. Unter diesen Einflüssen begann der junge Will bereits im Kindergartenalter damit, Football zu spielen. An der Highschool war er von Beginn an Starter im Footballteam und wurde als viertbester Offensive Tackle und einer der besten Nachwuchsspieler Louisianas insgesamt eingeschätzt. Unter mehreren College-Angeboten entschied er sich schließlich für die Louisiana State University (LSU).

## College
Bei den LSU Tigers etablierte er sich von Beginn an auf der Position des Left Tackles, also des Spielers, der die sogenannte Blind Side („blinde“ Seite) des Quarterbacks schützen muss. Er bestritt 13 Saisonspiele, alle als Starter, und verpasste nur ein Spiel krankheitsbedingt. Nach seiner Freshman-Saison wurde er in das Freshman All-America Team und in das Second Team All-SEC gewählt. In den beiden folgenden Jahren blieb er Stammspieler auf seiner Position und wurde jeweils in das First Team All-SEC gewählt. Außerdem gewann er die Jacobs Blocking Trophy als bester Offensive-Line-Spieler der SEC und den Consensus All American.

## National Football League
Nach der Saison 2024 entschied Campbell sich, am NFL Draft 2025 teilzunehmen. Trotz gelegentlich geäußerter Bedenken wegen einer zu geringen Arm-Spannbreite wurde er von den New England Patriots in der ersten Runde an Position vier ausgewählt und damit zum höchst gedrafteten O-Liner in der Geschichte der LSU Tigers.